# Чемпионат мира по лёгкой атлетике 1999 — прыжки с шестом (мужчины)
Соревнования в прыжках с шестом у мужчин на чемпионате мира по лёгкой атлетике 1999 года прошли 26 августа.
Олимпийский чемпион 1992 года 28-летний Максим Тарасов впервые в карьере стал чемпионом мира, установив рекорд чемпионатов мира. Ранее Тарасов был призёром на чемпионатах мира 1991, 1993, 1995 и 1997 годов.
Все три медали выиграли спортсмены, родившиеся в СССР (Тарасов родом из Ярославля, Марков — из Витебска, а Авербух — из Иркутска).

## Призёры
| Золото                | Серебро                  | Бронза                    |
| Максим Тарасов Россия | Дмитрий Марков Австралия | Александр Авербух Израиль |

## Финал
| Место | Имя                     | Результат |
| ----- | ----------------------- | --------- |
|       | Максим Тарасов (RUS)    | 6.02 м CR |
|       | Дмитрий Марков (AUS)    | 5.90 м    |
|       | Александр Авербух (ISR) | 5.80 м    |
| 4.    | Данни Эккер (GER)       | 5.70 м    |
| 4.    | Ник Хайсонг (USA)       | 5.70 м    |
| 6.    | Тим Лобингер (GER)      | 5.70 м    |
| 7.    | Михаэль Штолле (GER)    | 5.70 м    |
| 7.    | Игорь Потапович (KAZ)   | 5.70 м    |
| 9.    | Данни Краснов (ISR)     | 5.50 м    |
| 10.   | Оккерт Бритс (RSA)      | 5.50 м    |
| —     | Мончу Миранда (ESP)     | DNS       |
| —     | Роман Меснил (FRA)      | NM        |
| —     | Жан Гальфьон (FRA)      | NM        |